# Johannes Kollmann
Johannes Kollmann (* 21. Mai 1804 in Lübeck; † 31. Dezember 1878 ebenda) war ein deutscher Jurist und Abgeordneter.

## Leben
Johannes Kollmann war der Sohn eines Kaufmanns. Sein Bruder Georg Heinrich Kollmann (1807–1874) wurde Architekt und Ingenieur und gründete 1845 zusammen mit Carl Martin Ludwig Schetelig (1808–1881) die Eisengiesserei Kollmann & Schetelig, später Lübecker Maschinenbau Gesellschaft. Er besuchte das Katharineum zu Lübeck bis zum Abitur Michaelis (29. September) 1824 und studierte Rechtswissenschaften.
Ab 1829 war er Procurator am Nieder- und Stadtgericht in Lübeck. Später war er Richter am Obergericht und 1844 Rechtsanwalt und Notar in der Wahmstraße. 1860 war er Mitglied der Bürgerschaft, Richter beim Gericht Travemünde, Verwalter des Hypothekenwesens für das Amt Travemünde, Amtsverwalter zu Travemünde und Patron des Siechenhauses vor Travemünde. Dazu war er über viele Jahre Kirchenvorsteher (Ältester) der Reformierten Gemeinde in Lübeck, Mitglied der Gesellschaft zur Beförderung gemeinnütziger Tätigkeit und deren Vorsteher.
Er war mit Charlotte Amalie Luise Mathilde (1819–1883), geb. von Borries verheiratet. Ein Sohn des Paares war der Statistiker Paul Kollmann (1842–1915). Kollmann besaß die Original-Entwürfe der ersten Lübecker Postwertzeichen von 1854.
Das Archiv der Hansestadt Lübeck verwahrt heute das Familienarchiv Kollmann.